# 9891 Стівенсміт
9891 Стівенсміт (9891 Stephensmith) — астероїд головного поясу, відкритий 15 грудня 1995 року.
Тіссеранів параметр щодо Юпітера — 3,362.